# Центральный остан
Центра́льный оста́н (перс. استان مرکزی‎ — Остане-Меркези — «Центральная провинция») — одна из 31 провинций Ирана. Провинция расположена на западе страны. Административный центр провинции — город Эрак. Другие крупные города — Саве, Мехеллат, Хомейн, Делиджан, Тафреш, Аштиан, Шазенд. Площадь — 29 130 км², население — 1 351 257 человек (2006). В основном персы.

## География
В Центральном остане сухие холодные зимы из-за гористого ландшафта.

## Административное деление
Центральный остан был выделен в 1980 году из провинции Мазендеран. В 1986 году из него была выделена провинция Тегеран. Административно остан разделён на 10 шахрестанов:
1. Эрак
2. Аштиан
3. Делиджан
4. Комиджан
5. Хомейн
6. Мехеллат
7. Саве
8. Шазенд
9. Тафреш
10. Зарандийе

## Образование
Имеется 9 крупных университетов.